# Paul Delouvrier

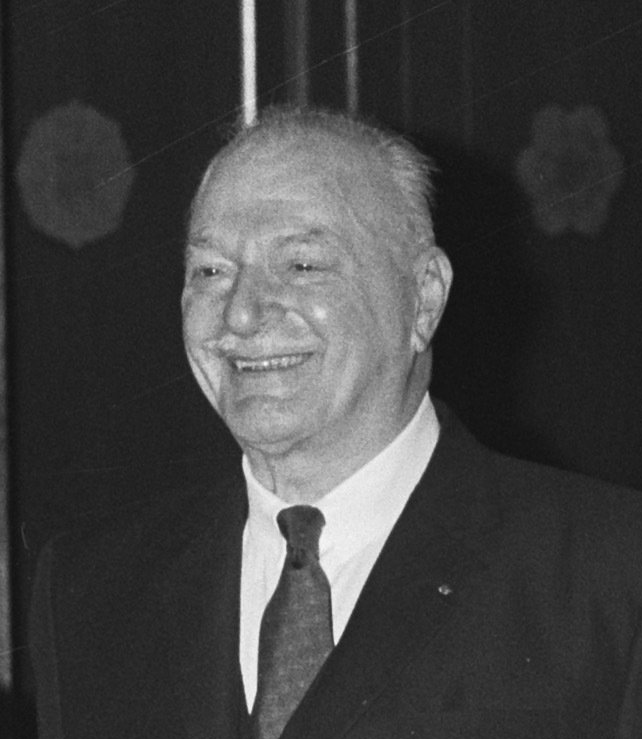
Paul Delouvrier (1985)

Paul Albert Louis Delouvrier (* 25. Juni 1914 in Remiremont, Département Vosges; † 16. Januar 1995 in Provins, Département Seine-et-Marne) war ein französischer hoher Verwaltungsbeamter und Manager. Er war einer der Planer, die Frankreich während der Trente Glorieuses (30 glorreichen Jahre 1945–1975) mitprägten. Für seine Leistungen bei der Planung der Villes Nouvelles im Umland von Paris, erhielt er 1985 den Erasmuspreis. Von 1969 bis 1979 war er Präsident der Électricité de France (EDF).

## Leben
Paul Delouvrier wurde am 25. Juni 1914 in Remiremont in den Vogesen geboren und besuchte die École des cadres d'Uriage, bevor er als Finanzinspektor Karriere in der Vierten Republik machte. Er gehörte zu den ersten Mitarbeitern um Jean Monnet bei der Bildung des Commissariat général du Plan, war als Experte an der Ausarbeitung der Römischen Verträge beteiligt und spielte eine maßgebliche Rolle bei der Errichtung der Europäischen Investitionsbank.
Vom Ministerpräsidenten (und im gleichen Monat noch zum ersten Präsidenten der Fünften Republik gewählten) Charles de Gaulle wurde er im Dezember 1958 für zwei Jahre als „Generaldelegierter“ (délégué général) nach Algerien geschickt, um de Gaulles wirtschaftlichen und sozialen Entwicklungsplan, zur Befriedung des Landes, umzusetzen.
Nach seiner Rückkehr nach Frankreich war er neun Jahre lang Generaldelegierter für den Bezirk der Region Paris und hatte als oberster Vertreter der Regierung in der Region maßgeblichen Anteil an der Stadtplanung für die Villes Nouvelles und der Entwicklung des Instituts d'aménagement et d'urbanisme de la région d'Île-de-France (IAURP).

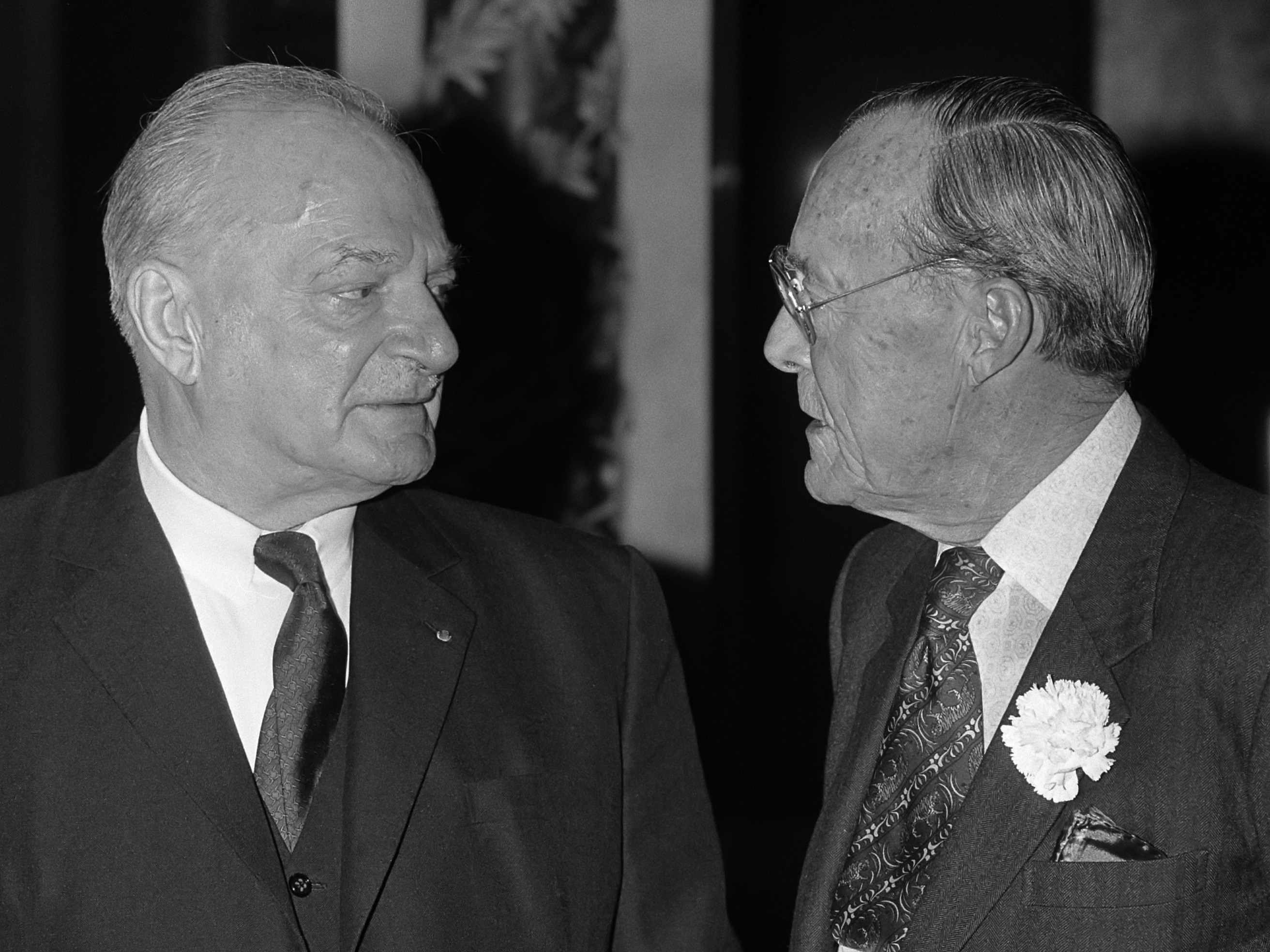
Paul Delouvrier empfängt 1985 von Bernhard zur Lippe-Biesterfeld den Erasmuspreis

Für seine Leistungen bei der Umsetzung der Pläne zur Entwicklung der Region wurde er mit dem Erasmuspreis 1985 ausgezeichnet. Hauptaugenmerk der Arbeit waren die Verhinderung unkontrollierten Wachstums der Städte, die Bildung fünf neuer urbanen Zentren in der Region um Paris, der Île-de-France, die mit Öffentlichem Personennahverkehr sehr gut ans Zentrum angeschlossen werden sollten. Die fünf Villes Nouvelles um Paris (von ursprünglich acht geplanten) sind Cergy-Pontoise, Marne-la-Vallée, Melun-Sénart, Évry, und Saint-Quentin-en-Yvelines.
Von 1969 bis 1979 war Paul Delouvrier Präsident der Électricité de France (EDF).

## Privat
Paul Delouvrier heirate 1946 Louise van Lith. Er hinterließ eine Tochter und vier Söhne.